# Flexopecten glaber
Pétoncle glabre
Espèce
Le Pétoncle glabre (Flexopecten glaber) est une espèce de mollusques bivalves de la famille des Pectinidae, sous-famille des Pectininae, tribu des Aequipectinini, et du genre Flexopecten. 
Ces coquillages nagent en refermant brusquement les valves de leur coquille. 
Flexopecten glaber présente en France un intérêt archéozoologique (Lopez,2020 : p.45-71), du moins dans le Golfe du Lion.

## Présentation

### Description anatomique
La coquille du Flexopecten glaber, de contour orbiculaire, large et haute en moyenne de  5 à 8 cm, présente deux valves convexes, l’une droite ou inférieure, et l’autre gauche ou supérieure, à peu près équilatérales, la droite étant moins incurvée que l’autre  (coquille inéquivalve). Leur face externe montre des lignes concentriques et est ornementée par une  sculpture dite costulée que forment de gros plis arrondis, les côtes, rayonnant en éventail depuis l'extrémité dorsale, au nombre caractéristique de 9 dans la  majorité des cas, rarement moindre (6-7) ou plus élevé, jusqu’à 10. Il existe parfois un net bombement subapical délimité par une strie de croissance  profonde. La face interne montre l’empreinte centrale du muscle adducteur et une ligne palléale arquée. Chaque valve présente deux oreillettes, expansions lamellaires encadrant sa partie apicale, l’une postérieure, petite et triangulaire, l’autre antérieure, nettement plus développée sur la valve droite, subquadrangulaire  et échancrée sur son bord inférieur. La coloration externe est ochracée à rougeâtre chez les spécimens de sites antiques du Biterrois et souvent grise à noire chez ceux exhumés de la vase au fond de l'étang de Vendres, alors qu’elle varierait, sur le vivant, du rouge au blanc uniforme plus ou moins bigarré de  brun à violacé. La face interne est de même couleur ou blanche, plus ou moins nacrée. Les deux valves du vivant s’articulent dorsalement  autour de la charnière, presque sans  dents et son  ligament antagoniste du muscle adducteur.
Sa « chair », apparaissant sur le frais après ouverture de la coquille est bigarrée comme chez les autres Pectens de jaunâtre (manteau), brun (branchies), beige et orange(gonade), blanc-nacré (muscle adducteur). Le pied est rudimentaire et il n’y a pas de siphon.
Flexopecten glaber distans

Valve droite et gauche du même spécimen:

Valve droite
Valve gauche

### Biologie
Comme la Coquille Saint Jacques et la Pageline en milieu marin, Flexopecten glaber  repose sur le fond par sa valve droite ou inférieure, y recherchant peut être un sol sablo-argileux riche en nutriments (Littoral de l' Occitanie, Méditerranée orientale, lagune de Bizerte en Tunisie, Mer noire).  Libre, il est susceptible de se déplacer en zigzag par ouverture et fermeture rapide des valves. Il est à souligner que deux échancrures du bord  des valves les empêchent d'être jointives et laissent entrevoir le corps de l'animal, qu’il gise in situ ou après sa capture. Les Pectens ne peuvent donc conserver leur eau comme les trois autres Mollusques,  de sorte qu’ exondés, il semblerait qu'ils ne puissent survivre au-delà de quelques heures.

## Historique et dénomination
L'espèce Flexopecten glaber  a été décrite par le naturaliste suédois Carl von Linné en 1758, sous le nom initial de Ostrea glabra.

## Synonymie
- Ostrea glabra Linnaeus, 1758 (Protonyme)
- Chlamys glabra (Linnaeus, 1758)
- Proteopecten glaber (Linnaeus, 1758)
- Ostrea obscura Forsskål in Niebuhr, 1775
- Ostrea sulcata Born, 1778
- Ostrea maculata Born, 1778
- Ostrea aurantia Gmelin, 1791
- Ostrea flavescens Gmelin, 1791
- Ostrea proteus Dillwyn, 1817
- Pecten subsulcatus Locard, 1888

## Taxinomie
Liste des sous-espèces
- Flexopecten glaber glaber (Linné, 1758)
- Flexopecten glaber ponticus (Bucquoy, Dautzenberg & Dollfus, 1889) Mer Noire

Synonymie pour cette sous-espèce
Pecten ponticus Bucquoy, Dautzenberg & Dollfus, 1889 (Protonyme)
Flexopecten ponticus (Bucquoy, Dautzenberg & Dollfus, 1889)